# Bill Deal & the Rhondels
Bill Deal & the Rhondels was een Amerikaanse band.

## Bezetting
- Bill Deal (zang, orgel, elek. piano, baspedalen, 1959-1983)
- Ammon Tharp (zang, drums, 1959-1977)
- George Bell (saxofoon, 1961-1963)
- Ronnie Hallman (trompet, 1961-1963)
- Jackie Shelton (bas, 1961-1963)
- Joel Smith (gitaar, 1961-1963)
- Bill Weaver (saxofoon, 1962-1965)
- J.T. Anderson (gitaar, 1962-1965)

- Jimmy Alsbrook (drums, 1962)
- David Williams (trompet, 1961-??; 1975-1977)
- Ken Dawson (trompet, 1963-1970)
- Don Quisenberry (bas, 1964-1978)
- Rollie Ligart (trompet, 1965-1969)
- Mike Kerwin (gitaar, trompet, 1965-1978)
- Tom Pittman (saxofoon, 1966-1969)
- Ronny Rosenbaum (trombone, 1966-1971)

- Bob Fisher (saxofoon, gitaar, 1969-1976)
- Jeff Pollard (trompet, 1969-1973)
- Gary Hardy (trompet, 1968-1969 & 1971-1976)
- Freddy Owens (saxofoon, zang, 1971-1979)
- Alan Porter (bas, 1978-1979)
- Tom Cole (drums, 1980-1983)
- en vele anderen

Bill Deal overleed op 10 december 2003 op 59-jarige leeftijd, Ammon Tharp op 22 september 2017 op 75-jarige leeftijd. In maart 1979 werd het bandlid Ernest Frederick Owens, die toetrad na 1970 en saxofoon en bas speelde, beroofd en doodgeschoten door Jeremiah Carr in een Holiday Inn-hotel in Richmond, waar de band een optreden had.

## Geschiedenis
De band werd opgericht in 1959 in Portsmouth met een mengeling van blue-eyed soul en surfsound. Ze hadden drie hitsingles in de Verenigde Staten in 1969: May I (#39), I've Been Hurt (#35) en What Kind of Fool (#23). De band werd ontbonden in 1975, maar de leden kwamen regelmatig samen tot aan de dood van Bill Deal in 2003.

## Discografie

### Albums
- 1969: Bill Deal and the Rhondels, Vintage Rock
- 1970: The Best of Bill Deal & The Rhondels